# 소닉 프리 라이더즈
소닉 프리 라이더즈(Sonic Free Riders, ソニック フリーライダーズ)는 소닉 팀이 개발하고 세가가 출시한 엑스박스 360 게임이다. 이는 마이크로소프트의 키넥트 기능을 사용하였으며, 소닉 라이더즈: 제로 그래비티의 후속작이다.

## 익스트림 기어
소닉 라이더즈: 제로 그라비티에서는 많은 기어가 등장했으나, 이번 작에서는 보드와 바이크의 2가지 형태만 등장한다.
또한 캐릭터의 포메이션 구분이 없어졌기 때문에, 게임 시작 전에 미리 익스트림 기어에 기어 파츠를 2개 선택해 탑재해야 한다.
기어 파츠는 전작의 포메이션 구분에 따른 지름길 사용이나 일부 기능 활성화를 담당한다.
바이크 형태의 기어는 기어 파츠를 1개밖에 달 수 없으며, 일부 기어는 아예 기어 파츠를 달 수 없다.

## 캐릭터
3인 1조의 팀들은 모두 각자의 스토리 모드를 가지고 있다. 월드 그랑프리 캐릭터는 최종 스토리에만 등장한다. 괄호 안의 이름은 캐릭터의 디폴트 기어의 이름이다.

### 팀 히어로즈
- 소닉 더 헤지호그(블루 스타)
- 마일즈 테일즈 프라우어(옐로 테일)
- 너클즈 디 에키드나(레드 록)

### 팀 바빌론
- 젯 더 호크(TYPE-J)
- 웨이브 더 스월로(TYPE-W)
- 스톰 디 알바트로스(TYPE-S)

### 팀 로즈
- 에이미 로즈(핑키 로즈)
- 크림 더 래빗(스마일)
- 벡터 더 크로커다일(하드보일드)

### 팀 다크
- 섀도 더 헤지호그(블랙 샷)
- 루즈 더 뱃(템테이션)
- E-10000B(E-기어)

### 월드 그랑프리 등장 캐릭터
- 닥터 에그맨(E-라이더)
- 메탈 소닉(메탈 스타)

### 스토리 미개입 캐릭터
- E-10000G(E-기어)
- 실버 더 헤지호그(사이킥 웨이브)
- 블레이즈 더 캣(플레임 랜스)
- XBOX LIVE AVATA(AVATA-M/AVATA-F)

## 평가
키넥트 특유의 신체동작을 이용하여 조작하는 느낌이 좋지 않았기 때문에, 팬들은 소닉 더 헤지호그 넥스트 제네레이션즈같은 최악의 게임으로 취급하기도 한다. 다만 메인 OST <FREE>는 호평을 받고 있다.